# Журавлёво (Александрово-Заводский район)
Журавлёво — село в Александрово-Заводском районе Забайкальского края России. Входит в состав сельского поселения «Александрово-Заводское».

## География
Село находится на берегу реки Прямой Кудикан, правом притоке реки Газимур, на расстоянии 8 км (по автодороге) к западу от Александровского Завода, административного центра района.

## История
В 1960 году указом Президиума Верховного Совета РСФСР населённому пункту совхоза № 12 присвоено наименование село Журавлёво.

## Население
| 1989 | 2002 | 2010 | 2021 |
| ---- | ---- | ---- | ---- |
| 272  | ↘188 | ↘153 | ↘129 |